# Fortress (Sister Hazel)
Fortress è il terzo album in studio del gruppo musicale statunitense Sister Hazel, pubblicato il 27 giugno 2000 dalla Universal Records.

## Tracce
1. Change Your Mind – 4:20 (Ken Block)
2. Back Porch – 0:38 (Ryan Newell, Ken Block, Jett Beres)
3. Thank You – 3:21 (Ryan Newell)
4. Champagne High – 5:41 (Ken Block)
5. Beautiful Thing – 3:48 (Ken Block)
6. Surreal – 4:41 (Jett Beres)
7. Shame on Me – 3:48 (Ryan Newell, Andrew Copeland)
8. Your Winter – 4:36 (Ken Block)
9. Strange Cup of Tea – 5:00 (Andrew Copeland)
10. Save Me – 4:02 (Ryan Newell)
11. Give In – 3:58 (Mark Trojanowski, Paul Ebersold, Ken Block, Billy Smith)
12. Out There – 4:24 (Ken Block, Al Block)
13. Elvis – 3:54 (Ken Block)
14. Fortress – 5:54 (Ken Block)

## Formazione
- Ken Block – voce, chitarra acustica
- Andrew Copeland – chitarra, cori
- Ryan Newell – chitarra, cori
- Jett Beres – basso, cori
- Mark Trojanowski – batteria, percussioni
- Emily Saliers – cori (traccia 4)

## Classifiche
| Classifiche (2000) | Posizione massima |
| ------------------ | ----------------- |
| Stati Uniti        | 63                |